# Bandırmaspor Kulübü
Il Bandırmaspor Kulübü è una società calcistica turca di Bandırma, città della provincia di Balıkesir. Milita nella TFF 1. Lig, la seconda serie del calcio turco.
Fondato nel 1965, gioca in tenuta granata e disputa le gare casalinghe allo stadio 17 settembre di Bandırma.

## Organico

### Rosa 2022-2023
Aggiornata al 17 marzo 2023.

| N. |                        | Ruolo | Calciatore        |
| -- | ---------------------- | ----- | ----------------- |
| 1  | Turchia (bandiera)     | P     | Kurtuluş Yurt     |
| 2  | Polonia (bandiera)     | D     | Mateusz Hołownia  |
| 3  | Turchia (bandiera)     | D     | Abdurrahim Dursun |
| 4  | Turchia (bandiera)     | D     | Fırat Arıkan      |
| 6  | Turchia (bandiera)     | D     | Feyyaz Belen      |
| 7  | Turchia (bandiera)     | A     | Berat Satılmış    |
| 10 | Paesi Bassi (bandiera) | C     | Navarone Foor     |
| 11 | Turchia (bandiera)     | A     | Erkan Taşkıran    |
| 13 | Turchia (bandiera)     | P     | Ali Serçek        |
| 14 | Turchia (bandiera)     | C     | İshak Çakmak      |
| 16 | Guinea (bandiera)      | C     | Guy-Michel Landel |
| 17 | Turchia (bandiera)     | C     | Doğan Can Davas   |

| N. |                         | Ruolo | Calciatore          |
| -- | ----------------------- | ----- | ------------------- |
| 19 | Ghana (bandiera)        | A     | Samuel Tetteh       |
| 22 | Turchia (bandiera)      | D     | Hakan Bilgiç        |
| 25 | Turchia (bandiera)      | C     | Oğuz Kağan Güçtekin |
| 27 | Turchia (bandiera)      | D     | Mehmet Yiğit        |
| 30 | RD del Congo (bandiera) | A     | Vital Bahati        |
| 35 | Turchia (bandiera)      | P     | Gökhan Değirmenci   |
| 53 | Turchia (bandiera)      | D     | Orhan Ovacıklı      |
| 66 | Turchia (bandiera)      | D     | Gökay Güney         |
| 72 | Turchia (bandiera)      | A     | Anıl Başaran        |
| 88 | Turchia (bandiera)      | C     | Taha Yalçıner       |
| 91 | Turchia (bandiera)      | P     | Zülküf Özer         |

## Cronistoria
- 1966-1974: TFF 2. Lig
- 1974-1975: TFF 3. Lig
- 1975-1987: TFF 2. Lig
- 1987-1989: TFF 3. Lig
- 1989-1993: TFF 2. Lig
- 1993-2005: TFF 3. Lig
- 2005-2008: Bölgesel Amatör Lig
- 2008-2010: TFF 3. Lig
- 2010-2016: TFF 2. Lig
- 2016-2017: TFF 1. Lig
- 2017-2020: TFF 2. Lig
- 2020-: TFF 1. Lig

## Palmarès

### Competizioni nazionali
- TFF 2. Lig: 1

2019-2020
- TFF 3. Lig: 3

1974-1975, 1988-1989, 2009-2010

### Altri piazzamenti
- TFF 1. Lig:

Terzo posto: 2021-2022
- TFF 2. Lig:

Vittoria dei play-off: 2015-2016